# جرج و اژدها (فیلم)
جرج و اژدها (انگلیسی: George and the Dragon) یا شمشیر اژدها (انگلیسی: Dragon Sword) یک فیلم آمریکایی تاریخی فانتزی قرون وسطی انگلیسی است که در سال ۲۰۰۴ منتشر شد. این فیلم بر اساس افسانه جورج قدیس و اژدها ساخته شده‌است. فیلم داستان شوالیه‌ای را روایت می‌کند که پس از بازگشت از جنگ‌های صلیبی با یک اژدها روبه‌رو و تبدیل به یک افسانه می‌شود.

## بازیگران
- پایپر پرابو
- جیمز پیروفوی
- پاتریک سوویزی
- مایکل کلارک دانکن
- ژان-پیر کاستالدی
- پل فریمن
- وال کیلمر